# フェルナンド・タティス
- フェルナンド・タティース

フェルナンド・ガブリエル・タティス（Fernando Gabriel Tatis、1975年1月1日 - ）は、ドミニカ共和国サンペドロ・デ・マコリス州サンペドロ・デ・マコリス出身の元プロ野球選手（三塁手、一塁手、外野手）。右投右打。
息子は同じくプロ野球選手のフェルナンド・タティス・ジュニアである。その息子と区別するため、フェルナンド・タティス・シニアと呼ばれることもある。
MLB唯一の1イニングで2本の満塁本塁打を記録した選手である。

## 経歴

### プロ入りとレンジャーズ時代
1992年にアマチュア・フリーエージェントでテキサス・レンジャーズと契約を結んだ。
1997年にMLB初昇格を果たし、7月26日にMLB初出場を果たした。

### カージナルス時代
1998年7月31日にトッド・ストットルマイヤー、ロイス・クレイトンとのトレードで、ダレン・オリバー、マーク・リトルと共にセントルイス・カージナルスへ移籍した。
1999年4月23日のドジャー・スタジアムでのロサンゼルス・ドジャース戦は、3回表無死満塁で打席が回り、朴賛浩の直球を捉えた打球は、左翼奥のドジャースのブルペンまで飛ばす満塁本塁打となった。この日まで23本塁打を記録しているが、満塁本塁打はこれが初めてだった。さらにカージナルスの猛攻は続いて打者一巡し、2死満塁で打席が回ってきた。そして今度は朴賛浩のスライダーを捉え、左翼席に2打席連続の満塁本塁打を放った。この1イニング2満塁本塁打は史上唯一のことで、また1イニング8打点は新記録だった。2本目の満塁本塁打について「起こったことが信じられない。自分はマーク・マグワイアのようなホームラン打者ではないから、もう一本打てるなんて期待しなかった」と述べた。試合はタティスの2発が効いて12-5で勝利した。この1999年は、149試合に出場して160安打、34本塁打、107打点、打率.298というキャリア最高の成績を残した。

### エクスポズ時代
2000年12月14日にダスティン・ハーマンソン、スティーブ・クラインとのトレードで、ブリット・リームスと共にモントリオール・エクスポズへ移籍した。
2003年に退団した。その後、引退した。

### オリオールズ時代
2006年にボルチモア・オリオールズと1年契約を結び、現役復帰を果たした。

### メッツ時代
2008年にニューヨーク・メッツに入団した。
同年は、三塁手以外に、外野手、一塁手もこなして、この年のナショナルリーグ・プレイヤーズ・チョイス・アワーズ・カムバック賞を受賞した。
2009年はシーズン開幕前の3月に開催された第2回WBCのドミニカ共和国代表に選出された。オフの11月19日にFAとなった。
2010年1月29日にメッツと再契約を結んだ。オフの11月7日にFAとなった。

### メキシカンリーグ時代
2014年4月1日にメキシカンリーグのラグナ・カウボーイズと契約を結んだ。5月1日にFAとなった。同年限りで現役引退した。

### 引退後
2019年にはドミニカン・サマーリーグのドミニカン・サマーリーグ・レッドソックスの監督を務めた。
母国ドミニカ共和国のウィンターリーグであるリーガ・デ・ベイスボル・プロフェシオナル・デ・ラ・レプブリカ・ドミニカーナ(LIDOM)のエストレージャス・オリエンタレスで監督を務めた。
2021年4月23日に息子がドジャー・スタジアムでのドジャース戦で1試合2本塁打を記録し、22年前には同じドジャー・スタジアムでタティースが1イニングで2本の満塁本塁打を記録していたため、MLB史上初の同じ日・同じ球場で2本の本塁打を記録した親子となった。夏には東京オリンピック予選の野球ドミニカ共和国代表監督を務める予定だったが、4月23日に辞退している。

## 詳細情報

### 年度別打撃成績
| 年 度     | 球 団     | 試 合 | 打 席 | 打 数 | 得 点 | 安 打 | 二 塁 打 | 三 塁 打 | 本 塁 打 | 塁 打 | 打 点 | 盗 塁 | 盗 塁 死 | 犠 打 | 犠 飛 | 四 球 | 敬 遠 | 死 球 | 三 振 | 併 殺 打 | 打 率 | 出 塁 率 | 長 打 率 | O P S |
| --------- | --------- | ----- | ----- | ----- | ----- | ----- | -------- | -------- | -------- | ----- | ----- | ----- | -------- | ----- | ----- | ----- | ----- | ----- | ----- | -------- | ----- | -------- | -------- | ----- |
| 1997      | TEX       | 60    | 241   | 223   | 29    | 57    | 9        | 0        | 8        | 90    | 29    | 3     | 0        | 2     | 2     | 14    | 0     | 0     | 42    | 6        | .256  | .297     | .404     | .701  |
| 1998      | TEX       | 95    | 350   | 330   | 41    | 89    | 17       | 2        | 3        | 119   | 32    | 6     | 2        | 4     | 0     | 12    | 2     | 4     | 66    | 10       | .270  | .303     | .361     | .664  |
| 1998      | STL       | 55    | 229   | 202   | 28    | 58    | 16       | 2        | 8        | 102   | 26    | 7     | 3        | 0     | 1     | 24    | 1     | 2     | 57    | 6        | .287  | .367     | .505     | .872  |
| '98計     | STL       | 150   | 579   | 532   | 69    | 147   | 33       | 4        | 11       | 221   | 58    | 13    | 5        | 4     | 1     | 36    | 3     | 6     | 123   | 16       | .276  | .329     | .415     | .744  |
| 1999      | STL       | 149   | 639   | 537   | 104   | 160   | 31       | 2        | 34       | 297   | 107   | 21    | 9        | 0     | 4     | 82    | 4     | 16    | 128   | 11       | .298  | .404     | .553     | .957  |
| 2000      | STL       | 96    | 394   | 324   | 59    | 82    | 21       | 1        | 18       | 159   | 64    | 2     | 3        | 1     | 2     | 57    | 1     | 10    | 94    | 13       | .253  | .379     | .491     | .870  |
| 2001      | MON       | 41    | 168   | 145   | 20    | 37    | 9        | 0        | 2        | 52    | 11    | 0     | 0        | 0     | 3     | 16    | 0     | 4     | 43    | 5        | .255  | .339     | .359     | .698  |
| 2002      | MON       | 114   | 430   | 381   | 43    | 87    | 18       | 1        | 15       | 152   | 55    | 2     | 2        | 1     | 5     | 35    | 1     | 8     | 90    | 15       | .228  | .303     | .399     | .702  |
| 2003      | MON       | 53    | 196   | 175   | 15    | 34    | 6        | 0        | 2        | 46    | 15    | 2     | 1        | 0     | 0     | 18    | 0     | 3     | 40    | 7        | .194  | .281     | .263     | .543  |
| 2006      | BAL       | 28    | 64    | 56    | 7     | 14    | 6        | 1        | 2        | 28    | 8     | 0     | 0        | 0     | 2     | 6     | 1     | 0     | 17    | 2        | .250  | .313     | .500     | .813  |
| 2008      | NYM       | 92    | 306   | 273   | 33    | 81    | 16       | 1        | 11       | 132   | 47    | 3     | 0        | 0     | 1     | 29    | 3     | 3     | 59    | 7        | .297  | .369     | .484     | .853  |
| 2009      | NYM       | 125   | 379   | 340   | 42    | 96    | 21       | 4        | 8        | 149   | 48    | 4     | 1        | 4     | 4     | 22    | 3     | 9     | 54    | 13       | .282  | .339     | .438     | .777  |
| 2010      | NYM       | 41    | 72    | 65    | 6     | 12    | 4        | 0        | 2        | 22    | 6     | 0     | 0        | 1     | 0     | 6     | 0     | 0     | 19    | 1        | .185  | .254     | .338     | .592  |
| MLB：11年 | MLB：11年 | 949   | 3468  | 3051  | 427   | 807   | 174      | 14       | 113      | 1348  | 448   | 50    | 21       | 13    | 24    | 321   | 16    | 59    | 709   | 96       | .265  | .344     | .442     | .785  |

### 表彰
- プレイヤーズ・チョイス・アワーズ・カムバック賞：1回（2008年）

### 記録
- 1イニング満塁本塁打：2（1999年4月23日、史上唯一[7]）※1試合2本では史上10人目
- 1イニング打点：8（同上[8]）

### 背番号
- 4（1997年）
- 11（1998年 - 同年途中）
- 23（1998年途中 - 2000年、2006年）
- 21（2001年 - 2003年）
- 17（2008年 - 2010年）
- 34（2014年）

### 代表歴
- 2009 ワールド・ベースボール・クラシック・ドミニカ共和国代表